# Uroleucon helianthicola
Uroleucon helianthicola är en insektsart som först beskrevs av Olive 1963.  Uroleucon helianthicola ingår i släktet Uroleucon och familjen långrörsbladlöss. Inga underarter finns listade i Catalogue of Life.